# 橋本文彦
橋本 文彦（はしもと ふみひこ、1938年12月20日 - ）は、日本の政治家。元公明党衆議院議員（2期）。弁護士。

## 経歴
神奈川県出身。1963年中央大学法学部卒。卒業後は科学技術庁、通商産業省、東京都主税局に勤務する。その後司法試験を受け合格後、1970年に弁護士登録する。
1983年の第37回衆議院議員総選挙で、前回の選挙で落選して引退した小浜新次の後任として旧神奈川3区に公明党から出馬して初当選。第38回衆議院議員総選挙でも当選し、2期務めた。
1990年の第39回衆議院議員総選挙に立候補せず、選挙区では橋本の後継者として立候補した河上覃雄が当選した。